# Verfahren zur Heiligsprechung des Kardinals Francisco Jiménez de Cisneros

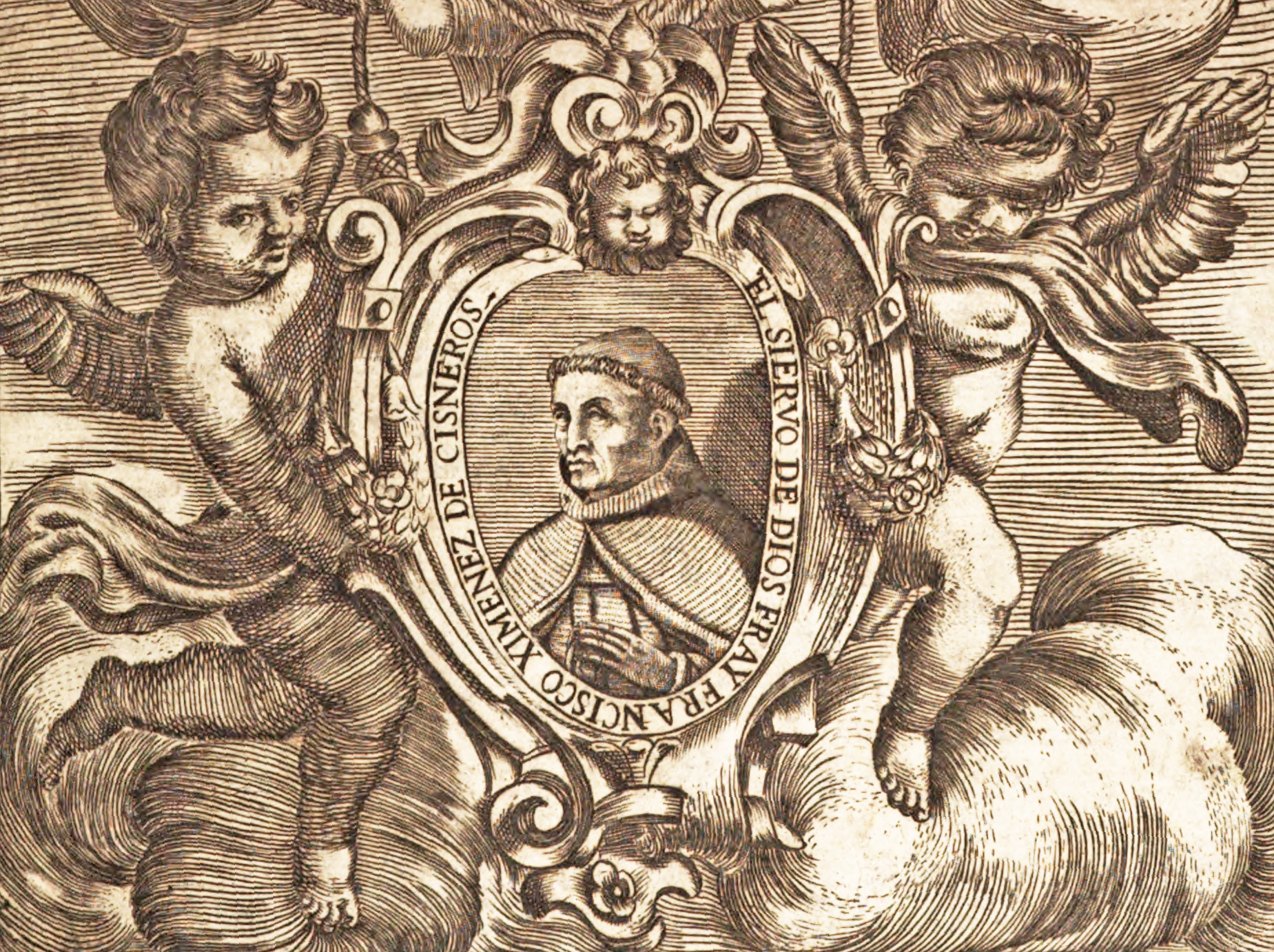
Ausschnitt aus dem Titelblatt der von Pedro de Aranda Quintanilla y Mendoza
1653 verfassten Biografie Archetypo de virtudes

Auf Antrag des Erzbistums Toledo wurde mehr als hundert Jahre nach seinem Tod durch die Heilige Ritenkongregation ein Verfahren zur Heiligsprechung des Franziskanerbruders und Kardinals Francisco Jiménez de Cisneros eingeleitet. Dadurch wurde ihm der Ehrentitel Ehrwürdiger Diener Gottes zuerkannt. Das Verfahren wurde im 18. Jahrhundert ergebnislos eingestellt.

## Das tugendhafte Leben des Fray Francisco
Francisco Jiménez de Cisneros wurde zwischen 1436 und 1447 als Sohn eines christlichen Ehepaares geboren und auf den Namen Gonzalo getauft. Er studierte Rechtswissenschaften an der Universität Salamanca. In Rom wurde er zum Priester geweiht. Ab dem Jahr 1482 leitete er als Generalvikar das Bistum Sigüenza im Auftrag des Bischofs Pedro González de Mendoza, der gleichzeitig Erzbischof von Toledo war. Im Jahr 1484 beendete er im Alter von etwa 40 Jahren seine erfolgreiche Karriere in der Kirchenhierarchie, trat in den Franziskanerorden ein und änderte seinen Namen in der Nachfolge des in freiwilliger Armut lebenden Franz von Assisi von Gonzalo in Francisco. Er verbrachte mehrere Jahre in der Abgeschiedenheit eines Konventes der strengen Observanz. Von 1492 bis 1504 wirkte er mit der Zustimmung des Papstes als Beichtvater der Königin Isabella von Kastilien. In diesem Amt hatte er einen großen Einfluss auf die Bemühungen des Königspaares, die kirchlichen Strukturen in Kastilien zu reformieren. Am 11. Oktober 1495 erhielt er die Bischofsweihe und leitete bis zu seinem Tod als Erzbischof das Erzbistum Toledo. Auf Anweisung des Papstes bekämpfte er als Visitator die Lockerung der Disziplin in den Franziskanerkonventen. Nach dem Tod König Philipps übernahm er im Auftrag König Ferdinands, der sich in Italien aufhielt, die Regentschaft des Königreiches Kastilien. Im Jahr 1507 wurde er zum Kardinal der römisch-katholischen Kirche erhoben. Als Generalinquisitor setzte er sich ab 1507 für die Reinheit des Glaubens in Kastilien ein. Die Gründung der Universität von Alcalá, die im Jahr 1508 ihren Lehrbetrieb aufnahm, und die Herausgabe der mehrsprachigen Bibel galten als bedeutende kulturelle Leistungen, die der Verbesserung der Priesterausbildung dienten. Er förderte die Verbreitung des christlichen Glaubens in Nordafrika auch durch seine persönliche Mitwirkung an der Eroberung Orans. Nach dem Tod König Ferdinands übernahm er bis zur Ankunft König Karls erneut die Regentschaft im Königreich Kastilien. Er starb am 8. November 1517 im Beisein des späteren Papstes Hadrian VI. In seinem Testament setzte er das Colegio Mayor de San Ildefonso als Universalerben ein und ordnete an, in der Kapelle des Colegios beigesetzt zu werden.

## Verehrung des Kardinals nach seinem Tod

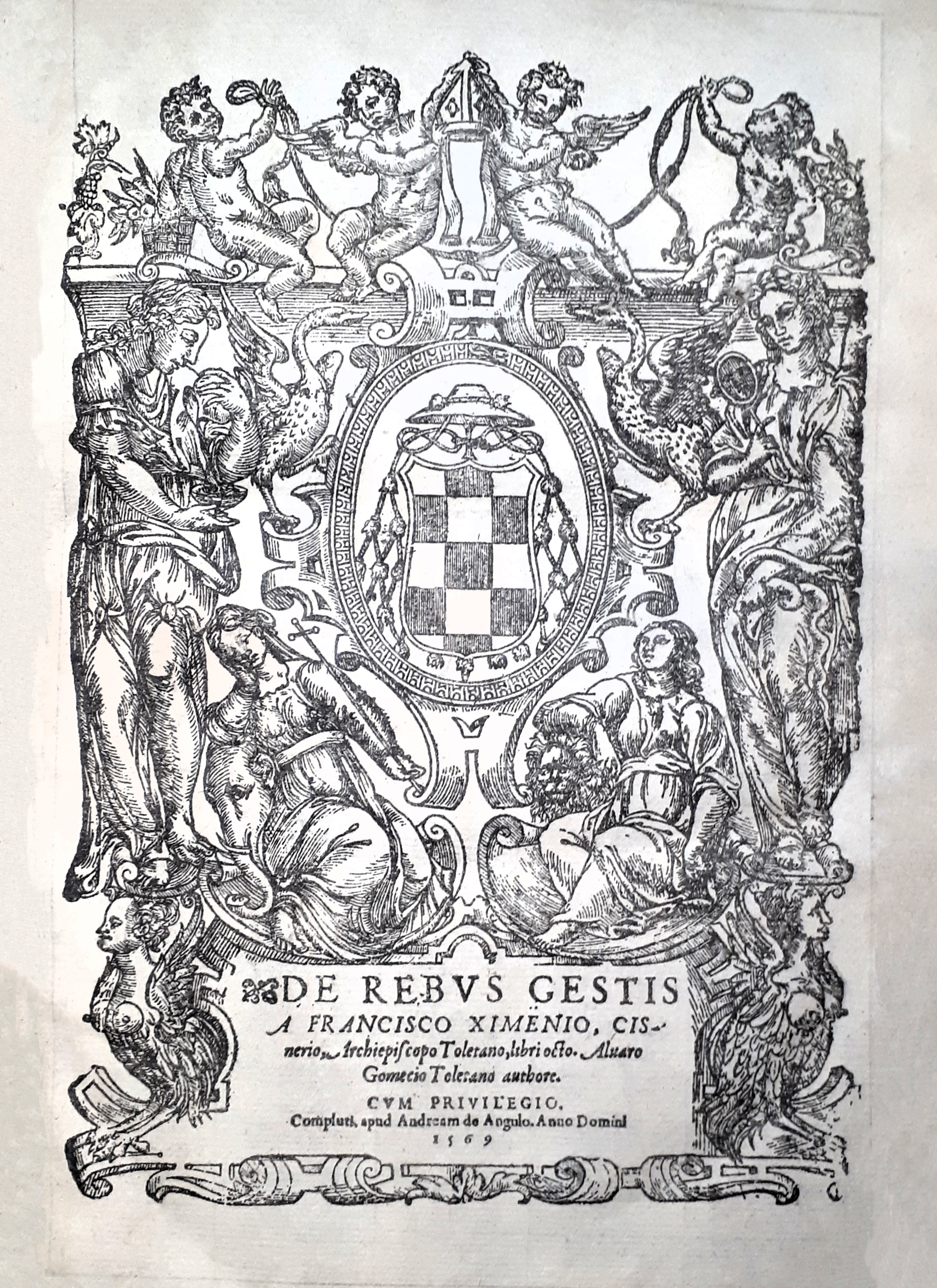
Titelblatt der von
Alvar Gómez de Castro
1569 verfassten Biografie

Nach dem Tod des Kardinals Cisneros begann sich ein volkstümlicher Kult um ihn zu entwickeln. Der Ablauf von Heiligsprechungsverfahren war zu dieser Zeit im kanonischen Recht noch nicht eindeutig geregelt. Ohne formales Verfahren wurde „Fray Francisco“ (Bruder Franziskus) von den Gläubigen verehrt und als „Diener Gottes“ bezeichnet.
Im Jahr 1545 wurden die sterblichen Überreste des Kardinals Francisco Jiménez de Cisneros in eine reich verzierte Schatulle übertragen, die in der Nische eines Altarretabels an der Epistelseite der Kapelle von San Ildefonso aufgestellt wurde.
Im Auftrag der Universität schrieb Alvar Gómez de Castro eine Biografie mit dem Titel: De rebus gestis a Francisco Ximenio Cisnerio. Er stützte sich dabei auf Material, das Juan de Vergara, der Sekretär von Francisco Jiménez de Cisneros, zusammengetragen hatte. Die in lateinischer Sprache verfasste Arbeit fand große Beachtung vor allem bei der humanistisch gebildeten Elite Kastiliens. Sie hebt den Beitrag Cisneros’ bei der Reform der Kirche besonders hervor. Der Text wurde 1569 in der Druckerei von Juan de Angulo in Alcalá de Henares gedruckt. Spätere Bücher über Cisneros zielten weniger auf eine objektive Darstellung als auf die Erbauung des Lesers ab; viele wurden im Hinblick auf die Seligsprechung des Kardinals geschrieben.

## Ablauf eines Heiligsprechungsverfahrens nach dem Konzil von Trient
Das Konzil von Trient erließ klare Regeln für das Verfahren der Heiligsprechung. Papst Sixtus V. schuf die Heilige Ritenkongregation als zuständige Kirchenbehörde für die Heiligsprechung. Sie führte ab 1588 die Verfahren nach einem in allen Einzelheiten vorgeschriebenen Ablauf durch. Der Heilige Stuhl leitete ein Verfahren auf Antrag der betreffenden Ortskirchen ein, nachdem der Bischof der Diözese, in welcher der Diener Gottes verstorben war, ein Informativverfahren über den Ruf der Heiligkeit desselben eröffnet hatte. Der Bischof hatte sicherzustellen, dass die betreffende Person nicht Gegenstand eines vom Apostolischen Stuhl nicht autorisierten öffentlichen Kultes war. Nach Übersendung der Erhebungsakten an den Heiligen Stuhl verschaffte sich die Ritenkongregation Gewissheit darüber, dass der Einleitung des Verfahrens beim Heiligen Stuhl keine unüberwindbaren Hindernisse entgegenstanden. Daraufhin ordnete die Kongregation die Aufnahme der apostolischen Verfahren über den Ruf der Heiligkeit im Allgemeinen und über die Tugenden des Dieners Gottes und die seiner Fürsprache zugeschriebenen Wunder an. Mit dem Beginn des Verfahrens erhielt die betroffene Person den Ehrentitel Ehrwürdige Dienerin Gottes oder Ehrwürdiger Diener Gottes. Es wurde ein Postulator eingesetzt, der biografische Informationen und schriftliche Zeugnisse über die Person sammelte. Diese Erhebungen fanden an den Orten statt, die für den Diener Gottes von besonderer Bedeutung waren. Die Ergebnisse wurden innerhalb der Kongregation und schriftlich mit den sonstigen Beteiligten erörtert. Die Kongregation traf dann eine vorläufige Entscheidung oder verfolgte die Angelegenheit nicht weiter. Das endgültige Urteil über die Tugenden und die Wunder des Dieners Gottes war dem Papst vorbehalten.

## Verlauf des Verfahrens zur Heiligsprechung
Die Verehrung des Kardinals durch das Volk und die damit verbundenen Praktiken führten 1623 zu einem Antrag des Colegio Mayor de San Ildefonso an den Gobernador des Erzbistums Toledo, Álvaro de Villegas, den Seligsprechungsprozess einzuleiten. Der ließ die notwendigen Voruntersuchungen durchführen und schickte die Ergebnisse nach Rom. Das genaue Datum der Anordnung einer Untersuchung durch die Ritenkongregation ist nicht bekannt.
Ab 1629 wurde anhand der Zeugenaussagen der Untersuchungen in Madrid, Alcalá de Henares, Torrelaguna, Toledo und Oran eine „Positio“ verfasst, in der die Tugenden und der Ruf der Heiligkeit des Ehrwürdigen Dieners Gottes Fray Francisco dokumentiert wurden. Im Jahre 1632 wurde das Dossier nach Rom übermittelt. König Philipp IV. erbat 1633 von Papst Urban VIII. die Eröffnung der Seligsprechung. Mit dem Erlass des Dekretes „ut procedatur ad ulteriora“, das der Heilige Stuhl im Jahr 1635 erließ, wurde festgestellt, dass gegen die Weiterführung der Sache keine Einwände bestanden. Ein Grund für das Stagnieren des Prozesses in den Vierzigerjahren des 17. Jahrhunderts war sicher die offene Feindseligkeit Urbans VIII. gegenüber den spanischen Interessen. Dies führte dazu, dass bis in die Fünfzigerjahre des 17. Jahrhunderts alle spanischen Fälle in Rom praktisch zum Erliegen kamen.
Im Jahr 1650 beauftragte König Philipp IV. Rodrigo Díaz de Vivar Mendoza y Sandoval, seinen Botschafter in Rom, sich bei Papst Innozenz X. für Fortsetzung des Seligsprechungsprozesses einzusetzen.

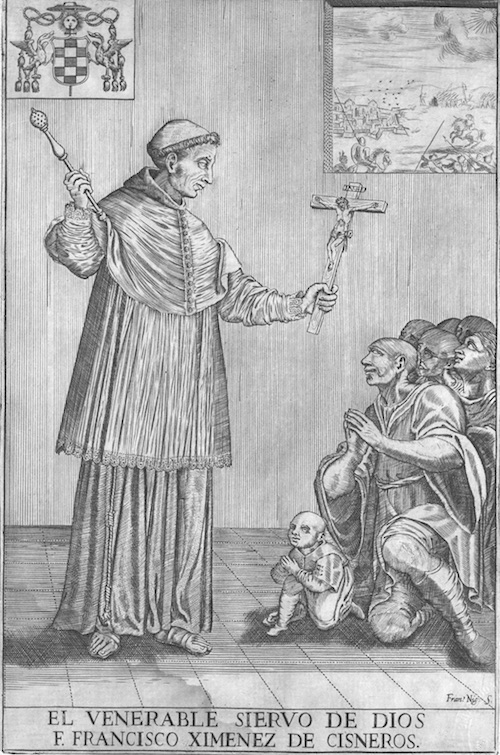
Abbildung aus dem 1653 in Palermo erschienenen Buch Archetypo de virtudes von Pedro de Aranda Quintanilla y Mendoza

Pedro de Aranda Quintanilla y Mendoza war ein in Alcalá de Henares geborener Franziskaner, er wurde 1650 zum Postulator ernannt. Quintanilla reiste im Juli 1650 nach Rom, um das Verfahren vorwärtszubringen. Er blieb dort bis 1659. Er widmete einen Großteil seines Lebens der Förderung dieser Angelegenheit, wobei er von einer Reihe von Mitarbeitern unterstützt wurde. Er beauftragte angesehene Künstler, Gemälde und Grafiken anzufertigen, die Szenen aus dem Leben des Erwürdigen Dieners Gottes darstellten. Diese Werke verteilte er vor allem an kastilische Einrichtungen in Rom, um die Bekanntheit und den Ruf des Kardinals Francisco Jimenez de Cisneros zu vergrößern. Im Jahr 1652 schrieb er eine neue Biografie mit dem Titel Archetypo de virtudes, espejo de prelados: el venerable Padre y siervo de Dios. F Francisco Ximenez de Cisneros (Urbild der Tugenden, Spiegel der Prälaten: der ehrwürdige Vater und Diener Gottes Bruder Franziskus Ximenez de Cisneros), das er 1653 in Palermo drucken ließ.
Im Jahr 1652 ernannte der Papst Kardinal Vincenzo Costaguti zum Berichterstatter der Angelegenheit. Im Jahr 1660 stellte die Heilige Ritenkongregation fest, dass die Gründe für die Verletzung mehrerer Bestimmungen der kanonischen Vorschriften über den Prozess zu klären seien. Dabei kam der Verdacht auf, dass es sich bei der kurz nach seinem Tod einsetzenden populären Verehrung Cisneros’ bereits als „Heiliger“ um einen nicht vom Apostolischen Stuhl autorisierten öffentlichen Kult gehandelt habe. Im Jahr 1769 wurde Clemens XIV. zum Papst gewählt, der zwar Franziskaner war, aber ein Konventuale, als solcher stand er der Heiligsprechung des observanten Cisneros ablehnend gegenüber.
Eine 1673 von Pedro Fernández del Pulgar geschriebene Biografie, die noch einmal alle Informationen zusammenfasste, die im Lauf des Verfahrens ermittelt worden waren, stellte insbesondere die Cisneros zugeschriebenen Wunder dar. 1690 trat in Rom eine Sonderkommission zusammen; nur sieben der sechzehn Mitglieder sprachen sich für die Heiligsprechung aus; die anderen verlangten mehr Beweise als die vorgelegten.
Als man José Nicolás de Azara y Perera, der von 1785 bis 1798 Botschafter Spaniens in Rom war, bat „die Sache“ der Heiligsprechung wieder aufzugreifen, antwortete er, dass die Sache keine Sache mehr sei und dass es besser sei, sie ruhen zu lassen.

## Gründe für die ergebnislose Einstellung des Verfahrens
Das Verfahren der Heiligen Ritenkongregation endete ohne ein Ergebnis. Es fehlten weder die Nachweise für ein übergewöhnlich tugendhaftes Leben des Ehrwürdigen Dieners Gottes Fray Francisco noch gab es Zweifel daran, dass er die ihm zugeschriebenen Wunder bewirkt hatte. Ihm wurde vielmehr zur Last gelegt, der Kirche dadurch geschadet zu haben, dass er die Italienpolitik des Königs Ferdinand II. unterstützt hatte, dem der Papst den Ehrentitel „Katholische Majestät“ verliehen hatte. Mit dem Bestehen auf der strengen Observanz der Regeln des heiligen Franziskus war Cisneros nach Ansicht seiner Kritiker einer der Hauptverantwortlichen für die Spaltung des Franziskanerordens. Eine Person, die sich so der Kirche gegenüber verhalten hatte, konnte nicht als Heiliger anerkannt werden.